# 湖中の女

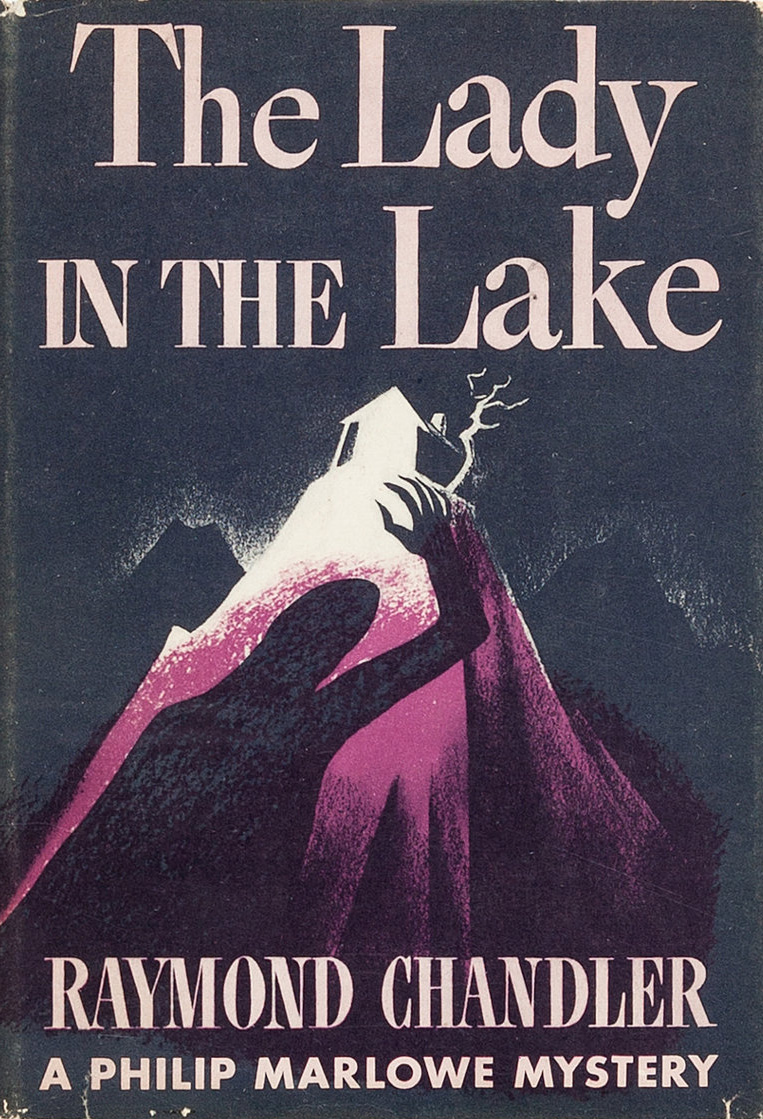
初版の表紙

『湖中の女』（こちゅうのおんな、The Lady In The Lake）は、アメリカの作家レイモンド・チャンドラーのハードボイルド小説。1943年刊。私立探偵フィリップ・マーロウを主人公とする長編シリーズの第4作目。

## あらすじ
フィリップ・マーロウは化粧品会社の社長キングズリーから、別荘から失踪した妻を探しだしてほしいという依頼を受ける。湖の別荘を訪ねたマーロウは、湖中に女性の死体を発見する。

## 登場人物
フィリップ・マーロウ私立探偵
デレイス・キングズリー化粧品会社の社長
クリスタル・キングズリーデレイスの妻
アドリエンヌ・フロムセットデレイスの秘書
クリス・レイバリークリスタルの愛人
ビル・チェス別荘の管理人
ミュリエル・チェスビルの妻
アルバート・アルモア医師
フローレンス・アルモアアルバートの妻
グレイスン夫妻（ユーステス＆レティ）フローレンスの両親
ミルドレッド・ハビランド看護婦
フォールブルック夫人家主
ジム・パットン代理シェリフ
ウェバー警部
デガーモ警部補

## 日本語訳
- 「別冊宝石11号 世界探偵小説名作選2 レイモンド・チャンドラア傑作特集」1950年10月に、『湖中の女』（二宮佳景（鮎川信夫）訳）収録。[日本語訳 1]

| 出版年        | タイトル | 出版社   | 文庫名等                        | 訳者       | 巻末                               | ページ数 | ISBNコード       | カバーデザイン                                                           | 備考                 |
| ------------- | -------- | -------- | ------------------------------- | ---------- | ---------------------------------- | -------- | ---------------- | ------------------------------------------------------------------------ | -------------------- |
| 1959年        | 湖中の女 | 早川書房 | ハヤカワ・ポケット・ミステリ503 | 田中小実昌 | 映画とチャンドラー （59.8 編集部） | 273      | 0297-105031-6942 | 装幀 勝呂忠                                                              |                      |
| 1986年5月     | 湖中の女 | 早川書房 | ハヤカワ・ミステリ文庫HM 7-4    | 清水俊二   | 訳者あとがき                       | 332      | 978-4150704544   | カバーフォーマット：辰巳四郎、 カバーデザイン：ハヤカワ・デザイン室 ほか | 電子書籍も刊、2012年 |
| 2017年12月6日 | 水底の女 | 早川書房 | 単行判                          | 村上春樹   | 訳者あとがき                       | 397      | 978-4152097286   | 坂川栄治+鳴田小夜子 （坂川事務所）                                       |                      |
| 2020年1月9日  | 水底の女 | 早川書房 | ハヤカワ・ミステリ文庫HM 7-17   | 村上春樹   | 訳者あとがき「これが最後の一冊」   | 440      | 978-4150704674   | 坂川栄治+鳴田小夜子 （坂川事務所）                                       | 電子書籍も刊         |

## 映画化

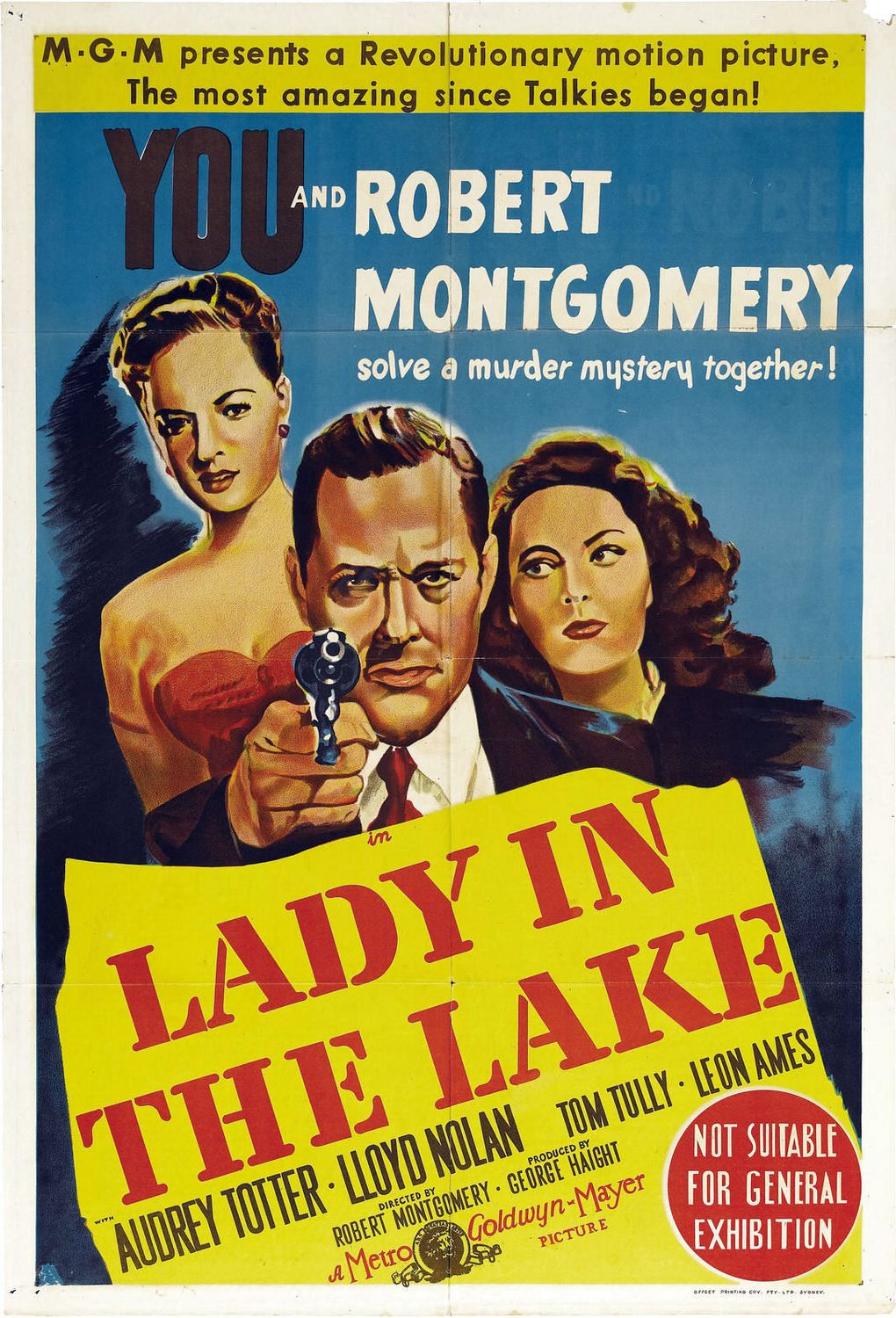
オーストラリアで劇場公開されたときのポスター

湖中の女
（MGM、1947年）原題はLady in the Lake。
ロバート・モンゴメリーが監督・主演を務めた。ただし、映画版ではカメラがマーロウの眼として扱われているため、マーロウ役の姿は鏡に映る時くらいしか出てこない。
本作の脚色はチャンドラー自身もかかわっているが、スクリーン・クレジット掲出を断ったため、脚本としてはスティーヴ・フィッシャーのみがクレジットされている。